# کوه سیدر
کوه سیدر (به انگلیسی: Cedar Mountain) یک کوه در ایالات متحده آمریکا است که در وایومینگ واقع شده‌است. کوه سیدر ۲٬۴۰۱٫۸۵ متر بالاتر از سطح دریا واقع شده‌است.